# La Renaissance du livre (Belgique)
Ne doit pas être confondu avec La Renaissance du livre (Paris).
La Renaissance du livre est une maison d'édition belge, fondée en 1922, spécialisée dans les ouvrages patrimoniaux et artistiques. Elle appartient depuis 2023 au groupe Lemaître Publishing.

## Histoire de la maison

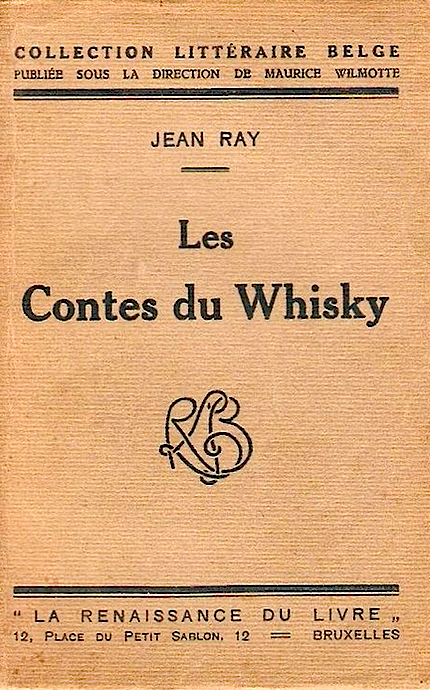
Exemple de livre publié par l'éditeur en 1925, dans la « Collection littéraire belge » : des nouvelles de Jean Ray.

En avril 1922, la maison parisienne La Renaissance du livre fonde avec des associés belges une société anonyme à capitaux mixtes, appelée La Renaissance du livre (Bruxelles). Le conseil d'administration est composé en nombre égal de Belges et de Français. La direction en est confiée à Maurice Wilmotte pour la partie littéraire, et à Henri Desoer et Louis Theuveny pour la partie technique et commerciale, ce dernier étant le directeur de la maison française (fondée en 1908). Le siège social est au 114, boulevard Adolphe Max. Par la suite, Louis Theuveny quitte la direction des deux structures en janvier 1926. La maison belge prend alors peu à peu son indépendance. Les locaux bruxellois déménagent au 12 place du Petit Sablon.
Elle se spécialise dans le livre d’art et les ouvrages touristiques (beaux livres et guides). Les livres de son catalogue portent pour partie sur la Belgique, mais beaucoup concernent des destinations lointaines considérées comme les fleurons du tourisme mondial. En mars 1939, elle publie un prestigieux ouvrage de Paul Fierens, L'Art en Belgique. En septembre 1939, Vues d'Amérique par Gustave Charlier est l'un des derniers ouvrages à paraître au moment où débute la Seconde Guerre mondiale, période durant laquelle la maison entre en sommeil. La marque française, elle, disparaît.
Dès fin 1944, la maison poursuit, lentement, ses publications, centrées sur les livres d'art et les guides. On note la publication de romans, par exemple Échec au temps par Marcel Thiry, ouvrage de science-fiction publié en 1962 préfacé par Roger Caillois.
Le fonds beaux-livres est repris en 1987 par De Boeck.
En décembre 1999, Jacques Mercier y fonde une collection de récits de science-fiction intitulée « Les maîtres de l'imaginaire », et produit 12 volumes jusqu'en 2004.
La Renaissance du livre rejoint le groupe Luc Pire en 2006 au sein de l'entreprise Tournesol Conseils SA, qui est ensuite renommée Renaissance SA. À la suite de la mise en faillite de Renaissance SA en juillet 2023, ses activités éditoriales sont reprises par le groupe Lemaitre Publishing, au sein de la filiale Mardaga. Cette reprise a permis la survie du catalogue éditorial et d'assurer la continuité de la commercialisation des ouvrages des éditions Renaissance du Livre et des autres marques éditoriales exploitées jusqu'alors, à savoir De Rouck Publishing et Éditions Luc Pire.